# بلوردکان
بلوردکان، روستایی از توابع بخش اطاقور شهرستان لنگرود در استان گیلان ایران است.این روستا در ۱۲ کیلومتری جنوب غربی شهر املش واقع شده است.

## جمعیت
این روستا در دهستان لات لیل قرار دارد و براساس سرشماری مرکز آمار ایران در سال ۱۳۸۵، جمعیت آن ۱۵۸ نفر (۴۲خانوار) بوده‌است.